# I Got What It Takes
I Got What It Takes — студійний альбом американської блюзової співачки Коко Тейлор, випущений 1975 року лейблом Alligator. 1976 року альбом був номінований на премію «Греммі».

## Про альбом
Альбом став дебютним для Коко Тейлор, записаним на студії Alligator Records, контракт з якою вона підписала у 1975 році після того, як закрився лейбл Chess Records. Альбом був номінований на премію «Греммі».
Матеріал альбому був записаний на студії Sound Studios в Чикаго (Іллінойс). Тейлор (вокал) акомпанували гітаристи Майті Джо Янг (з ним Тейлор записувалась на Chess) і Семмі Лоугорн (який грав у гуртах Мадді Вотерса і Джеймса Коттона), саксофоніст Ебб Лок, клавішник Білл Гайд, басист Корнелліус Бойсон і ударник Вінс Чеппелл.
Альбом включає 11 композицій, де Тейлор, окрім власних пісень, виконує «Trying to Make a Living» Боба Секстона, «That's Why I'm Crying» Меджика Сема, власні «Honkey Tonkey» і «Voodoo Woman», а також свінгову «Mama, He Treats Your Daughter Mean» Рут Браун.

## Список композицій
1. «Trying To Make A Living» (народна) — 2:46
2. «I Got What It Takes» (Віллі Діксон) — 3:42
3. «Mama, He Treats Your Daughter Mean» (Джонні Воллес, Герб Ленс, Чарлі Сінглтон) — 3:04
4. «Voodoo Woman» (Коко Тейлор) — 3:46
5. «Be What You Want to Be» (Коко Тейлор, Віллі Діксон) — 3:53
6. «Honkey Tonkey» (Коко Тейлор) — 2:54
7. «Big Boss Man» (Лютер Діксон, Ел Сміт) — 3:57
8. «Blues Never Die» (Отіс Спенн) — 3:55
9. «Find a Fool» (Деніс ЛаСалль) — 3:59
10. «Happy Home» (Джо Джосі) — 3:15
11. «That's Why I'm Crying» (Семюел Мегетт) — 3:59

## Учасники запису
- Коко Тейлор — вокал
- Майті Джо Янг — гітара
- Семмі Лоугорн — гітара
- Ебб Лок — саксофон
- Білл Гайд — клавішні
- Корнелліус Бойсон — бас
- Вінс Чеппелл — ударні

Технічний персонал
- Коко Тейлор, Джо Янг, Брюс Іглауер — продюсери
- Стю Блек — інженер
- Майкл Воллан — фотографія, дизайн